# Witalis Smochowski
Witalis Smochowski (ur. 28 kwietnia 1793 w Demidowie, zm. 21 stycznia 1888 we Lwowie) – polski aktor.

## Życiorys
Pochodził ze zubożałej rodziny szlacheckiej. Jego ojcem był Piotr Smochowski (zmarł w 1841 roku w wieku 112 lat).
Debiutował we Lwowie 21 czerwca 1811 w roli Pastucha w Krakowiakach i Góralach Wojciecha Bogusławskiego. Występował w Teatrze Lwowskim w latach (1811–1864). W latach 1857–1864 wraz z Janem Nepomucenem Nowakowskim był współdyrektorem tego teatru. Zagrał ponad 100 ról w dramatach i tragediach m.in.: Tezeusza we Fedrze Jeana B. Racine’a, Piotra Kmitę w Barbarze Radziwiłłównie Alojzego Felińskiego, Franciszka Moora w Zbójcach Fredricha Schillera. Sławę zyskał za role w komediach Aleksandra Fredry: Rejenta Milczka w Zemście, Czesława w komedii Odludki i poeta i Radosta w Ślubach panieńskich.
Pod koniec życia stracił wzrok.
Został pochowany na Cmentarzu Łyczakowskim we Lwowie.